# 地方融資平台
地方融資平台（ちほうゆうしへいだい、英: Local government financing vehicle、中: 地方政府融资平台）は、中国の地方政府傘下にある、資金調達とデベロッパーの機能を兼ね備えた投資会社。バブルを抑制するために、銀行からの地方融資平台を含めた不動産融資は規制されているが、その規制を抜けて発行された城投債と呼ばれる債券を通し理財商品や信託による投資が行われており、不動産バブルを煽っていると言う指摘がある。

## 概要
中国の中央政府は財政規律を維持するため、地方政府に対して債券の発行を原則的に禁止し、銀行融資に事実上の総量規制を敷いている。よって地方政府は基本的には、税収や中央政府からの交付金、銀行からの限られた融資で予算を策定する。
しかし、地方自治体は経済成長の維持のため、GDPを無理にでもかさ上げしようとして、インフラや不動産の開発を積極的に行った。その財源確保のために、法の抜け穴として融資平台と呼ばれる地方政府傘下の投資会社を設立し、銀行や信託会社から地方政府に資金を調達する影の銀行としての役割を果たしている。

## 問題点
融資平台に流れ込む資金の大半は、銀行や信託会社が販売する理財商品と呼ばれる個人向けの運用商品である。
中国はインフレ率が預金金利を上回る実質的なマイナス金利が続き、個人や企業は金利の高い理財商品に飛びついた。また地方自治体のトップを務める幹部はすべて共産党員であり、担当する自治体の経済発展の実績によって出世が決まる。これまで、GDPがどれだけ高めたかが重視されたため、地方政府はGDPを引き上げるため、経済成長につながらない無駄な投資を続け、さらにリーマンショック後の4兆元(約64兆円)の経済対策のうち、3兆元は地方政府が負担しなければならなかった。その結果、2009年度末に1兆元程度だった理財商品の残高は、2013年3月末には中国銀行業監督委員会が把握している数値で8兆2000億元(約131兆円)に達し、実際には30兆元(約480兆円)以上にまで膨張しているという指摘もある。
中国のシャドーバンキングの問題は、金額の大きさだけではない。河北省唐山市の曹妃甸工業団地のように資金の向かう先である地方の不動産やインフラが、期待通りの収益を生みださず不良債権化し、各地の融資平台がデフォルトを引き起こすことで中国バブルの崩壊の引き金になりかねないと目されている。
実際に中国本土株の代表的の指数である上海総合指数は2013年初から6月末までに13%下落しており中国企業が多く上場する香港株も大きく値下がりした。また中国政府系の物流業界団体である、中国物流購買連合会が2013年7月1日に発表した製造業購買担当者景気指数(PMI)は50.1で、景気判断の分かれ目である50に接近しており、実体経済の悪化が融資平台のデフォルトの危険性を高めている。
2019年、世界的な新型コロナウイルスの感染が拡大。移動制限や外出制限により、不動産を始め多くの企業が景気減速の影響を受けた。加えて同年夏には、中国政府が不動産融資規制「3つのレッドライン」を発表、不動産市場に流れる資金の流動性に歯止めをかけたたため、深刻な不動産不況が到来。それに伴い、地方政府の土地使用権売却収入が減少、多くの都市で債務利払いが困難になった。2022年末の時点で、地方融資平台が抱える隠れ債務の残高は1100兆円を超えたものと推定されている。2023年、中国政府は各省に対し、地方融資平台を有する都市の債務を返済するため、債券の発行を通じた資金調達を実質的に認めた。このことは返済能力の低い発行体を救済、代わりに省政府に債務負担を転嫁することを意味した。　